# Chondrenchelyidae
Famille
Les Chondrenchelyidae sont une famille fossile de poissons de l'ordre fossile des Chondrenchelyiformes.

## Liste des genres
Selon GBIF (25 septembre 2021) et Paleobiology Database (25 septembre 2021) :
- Chondrenchelys Traquair, 1888
- Harpagofututor Lund, 1982
- Platyxystrodus Hay, 1899